# Лезгинцев, Михаил Васильевич
Михаи́л Васи́льевич Лезги́нцев (имя при рождении — Магомед Гусейнов; псевдоним Ле́згин; 1893, с. Штул, Дагестанская область — март 1941, Колыма) — российский революционер и советский политический и государственный деятель. Партийный псевдоним «Лезгин».

## Биография
Родился в крестьянской семье. Уроженец с. Штул Курахского районе Республики Дагестан. По национальности лезгин. Работал в Чиатуре (Грузия) на марганцевой шахте, где участвовал в забастовках. Затем работал на рыбных промыслах в Астрахани. В 1912 году за участие в массовой забастовке был арестован и осуждён на каторжные работы в Сибирь.
Бежав из тюрьмы[когда?]

, оказался в революционном Петрограде[когда?]

. По соображениям конспирации сменил имя на Михаил Васильевич Лезгинцев. Окончил финансовые курсы[какие?], затем работал в торговых организациях[каких?]; участвовал в создании Василеостровской продовольственной управы. Участвовал в подготовке Октябрьского вооружённого восстания, штурма Зимнего дворца и ареста Временного буржуазного правительства. В 1917—1918 гг. входил в состав Всероссийской коллегии по формированию Красной Армии (руководящая тройка — Н. И. Подвойский, Н. В. Крыленко, К. К. Юренев). Являлся начальником финансового отдела:
- коллегии по формированию Красной Армии[2] (февраль — октябрь 1918)[5];
- Наркомата по военным делам[2] (декабрь 1917 — октябрь 1918)[5];
- РВСР[2] (октябрь 1918 — апрель 1921)[5].

Приказом РВСР от 28 февраля 1920 года назначен начальником Высшей финансово-хозяйственной школы. C 28 февраля 1920 г. временно исполнял обязанности начальника Военно-хозяйственной академии РККА и Флота. С апреля по июль 1921 г. — начальник Военно-финансового управления РККА. Участвовал в разработке системы денежного довольствия, финансового планирования и финансового контроля в войсках, финансирования военных поставок и военной промышленности. Разработанные М. Лезгинцевым в годы гражданской войны важнейшие принципы финансирования и снабжения войск сыграли свою роль и в годы Великой Отечественной войны.
В 1917—1921 годах — член Малого Совнаркома. В 1920—1930-х годах — на руководящей хозяйственной работе по созданию советской военно-финансовой службы страны. Входил в состав Всероссийской коллегии по формированию Красной Армии, был начальником финансового отдела Наркомата по военным делам Реввоенсовета республики, Военно-финансового управления РККА, возглавлял Высшую финансово-хозяйственную школу и Военно-хозяйственную академию. Организовал и возглавил Внешнюю военную и морскую финансово-хозяйственную школу. Должность соответствовала чину генерала армии МО СССР. Также имеются сведения, что в 27 лет получил чин, соответствующий уровню генерал-лейтенанта. 
В апреле 1937 года был арестован и осуждён на 5 лет по ложному обвинению в контрреволюционной деятельности и сослан на Крайний Север, на Колыму, где скончался в марте 1941 года.
В 1956 году реабилитирован посмертно.

### Семья
Жена — Елена Павловна, медицинская сестра.
- сын Георгий Михайлович Лезгинцев (1915-1994) — геолог, выпускник Ленинградского горного института (1937); директор Всесоюзного научно-исследовательского института драгоценных металлов; лауреат Государственной премии; писатель, лауреат премий Союза писателей и ВЦСПС[5][8];
- сын Игорь Михайлович Лезгинцев (1930–1980) — контр-адмирал, конструктор атомных подводных лодок (генерал-майор)[12][13];
- сын Михаил Михайлович Лезгинцев (1931 — 1.12.1977) — контр-адмирал, военный моряк-подводник (генерал-майор, 1977 г.); похоронен в Севастополе[5][8];
- дочь Ирина — главный редактор филиала издательства «Современник» в Ленинграде[8].
- внук — Юрий Михайлович Лезгинцев (род 1956) — учёный и дипломат, доктор экономических наук (2009). Чрезвычайный и полномочный посланник 2-го класса (генерал-майор, с 10.02.2017 г.), советник-посланник[14]. Генеральный консул Российской Федерации в Сан-Паулу, Бразилия.
- внук — Евгений Георгиевич Лезгинцев — учёный, кандидат технических наук (1975).
- правнук — Георгий Евгеньевич Лезгинцев.
- праправнучка — Евгения Георгиевна Лезгинцева (род. 1987) — молодая российская актриса.

## Память
- Бюст установлен в Военном университете Министерства обороны Российской Федерации (2021)[15].
- Мероприятия по случаю 120-летия М. В. Лезгинцева проводились в Национальной библиотеке (Махачкала)[16] и в Курахском районе[17].